# Lathyrus lacteus
Lathyrus lacteus là một loài thực vật có hoa trong họ Đậu. Loài này được (M. Bieb.) E.D. Wissjul. miêu tả khoa học đầu tiên năm 1954.